# La rodilla de Ahed
La rodilla de Ahed (en hebreo: הַבֶּרֶךְ‎, romanizado: Habereḵ «La rodilla», en inglés Ahed's Knee) es una película dramática coproducida internacionalmente en 2021 y dirigida por el israelí Nadav Lapid. Fue seleccionada para competir por la Palma de Oro en el Festival de Cine de Cannes 2021. En Cannes, la película compartió el Premio del Jurado junto a Memoria de Apichatpong Weerasethakul.

## Sinopsis
Y., un cineasta israelí de cuarenta y tantos años, llega a un pueblo remoto al final del desierto para presentar una de sus películas. Allí conoce a Yahalom, un funcionario del Ministerio de Cultura, y se encuentra librando dos batallas perdidas: una contra la muerte de la libertad en su país, la otra contra la muerte de su madre.

## Reparto
- Avshalom Pollak como Y.
- Nur Fibak como Yahalom
- Yoram Honig como el agricultor
- Yonathan Kugler como el joven Y.
- Lidor Ederi como Narkis
- Amit Shoshani como el soldado temeroso
- Yehonathan Vilozni como el sargento
- Naama Preis como directora de casting
- Ortal Salomón como Ahed 1
- Mili Eshet como Ahed 2
- Oded Menaster como Smotrich
- Netta Roth como el joven actor

## Producción y lanzamiento
La película se escribió en solamente 15 días y se rodó en solamente 18.
Fue seleccionada para competir por la Palma de Oro en el Festival de Cine de Cannes 2021, tuvo su estreno el 7 de julio de 2021 en el festival. También fue seleccionado en la sección Icono del 26.º Festival Internacional de Cine de Busan y se proyectó en el festival en octubre de 2021. Fue invitado en la sección Soul of Asia en el 52.º Festival Internacional de Cine de India para su proyección en noviembre.

## Recepción
En el sitio web de Rotten Tomatoes, el 75% de las 59 reseñas de los críticos son positivas, con una calificación promedio de 6.7/10. El consenso crítico del sitio web dice: «Una mezcla ocasionalmente incómoda de drama humano y película de mensajes, Ahed's Knee reafirma enérgicamente que lo personal es político». Metacritic, que utiliza un promedio ponderado, asignó a la película una puntuación de 80 sobre 100 basada en 17 críticos, lo que indica «críticas generalmente favorables».